# Cagiva WRX
Le Cagiva WRX sono in realtà le motociclette da motocross della Cagiva che dalla stessa ditta vengono preparate per l'enduro europeo.
Le moto vengono omologate con un nuovo impianto elettrico in grado di fornire energia alle luci e al clacson, poi viene sostituito lo scarico non catalitico con uno che rispetti le norme antinquinamento, la ruota posteriore passa da 19 pollici a 18.